# Museo Barracco

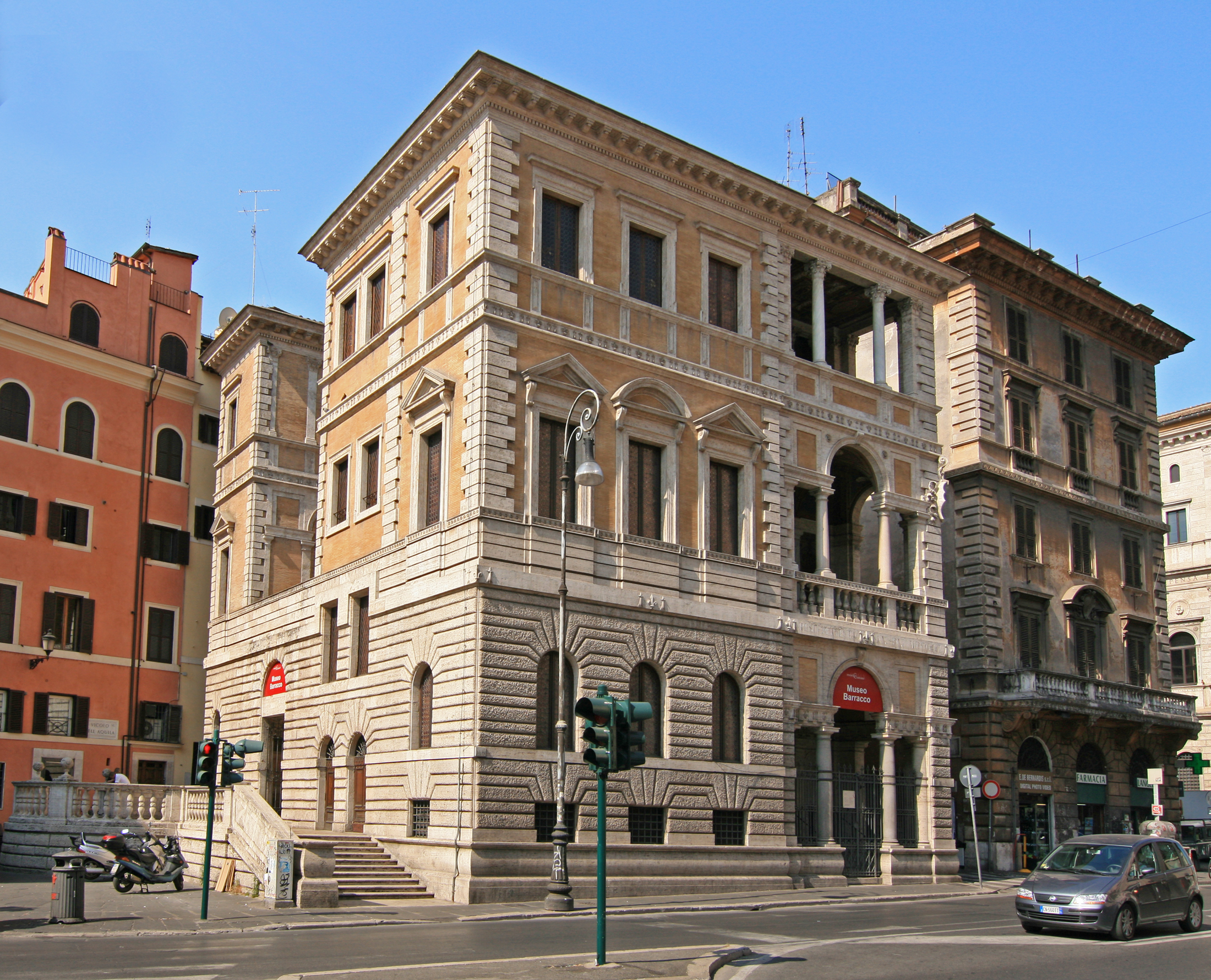
Piccola Farnesina ai Baullari, Sitz des Museo Barracco in Rom

Das Museo di scultura antica Giovanni Barracco oder kurz Museo Barracco ist Teil der städtischen Museen Roms und befindet sich im Rione Parione am Corso Vittorio Emanuele II. Es ist untergebracht in der Piccola Farnesina ai Baullari und geht auf eine Schenkung des Baron Giovanni Barracco (1829–1914) zurück, der seine Sammlung an Altertümern 1902 der Stadt Rom übereignete.

## Der Stifter

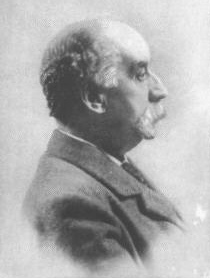
Giovanni Barracco

Giovanni Barracco, der einem alten Geschlecht Kalabriens entstammte, begeisterte sich bereits in seiner Jugend für antike Sprachen und Kultur. Seine Freundschaft mit dem Archäologen Giuseppe Fiorelli, Ausgräber in Pompeii und Direktor des Archäologischen Nationalmuseum in Neapel, führte ihn in die antike Kunst, insbesondere die antike Plastik ein. Nach dem Umzug nach Turin, wohin ihn die Wahl in das erste Parlament des vereinigten Italien 1861 führte, begann er, sich leidenschaftlich für die Kunst Ägyptens und des Vorderen Orients zu interessieren und eine private Sammlung auf dem internationalen Kunstmarkt zusammenzukaufen. Als 1870 Rom Hauptstadt Italiens wurde, zog er samt seiner Sammlung dorthin. Beraten zunächst von Wolfgang Helbig, dann von Ludwig Pollak, mehrte er seine Sammlung um Werke der etruskischen, der griechischen und der römischen Kunst, vereinzelt auch der Kunst des Mittelalters. Ziel seines Sammelns war es, ein kleines Museum antiker Kunst für die vergleichende Kunstwissenschaft zusammenzustellen, um die Beiträge einzelner Kulturen des Mittelmeerraumes an der Formierung antiker Kunst analysieren zu können.

## Unterbringung
Im Jahr 1902 übergab Barracco seine Sammlung der Stadt, die im Gegenzug ein Baugrundstück stellte, auf dem nach Entwürfen des Architekten Gaetano Koch ein neoklassizistisches Gebäude errichtet wurde, um das offiziell zunächst Museo di Scultura Antica genannte Museum zu beherbergen. Nach dem Tod Barraccos übernahm Ludwig Pollak die Leitung des Museums. In den 1930er Jahren musste der Bau allerdings den städtebaulichen Plänen Benito Mussolinis weichen und die Bestände wurden 1938 in den Magazinen der Kapitolinischen Museen eingelagert. Erst 1948 konnte das Museum in der Ende des 19. Jahrhunderts gravierend umgestalteten Piccola Farnesina ai Baullari am Corso Vittorio Emanuele II neu eröffnet werden.

## Sammlung
Den ursprünglichen Schwerpunkt der Sammlung bildet die ägyptische Kunst, vertreten überwiegend durch Grabkunst, Sarkophagteile, Kanopen, insbesondere des Alten Reiches. Hinzu treten Ägyptiaka aus dem Kunsthandel, die in Italien gefunden wurden. Hierzu zählen etwa eine Sphinx aus der 18. Dynastie vom Isis-Heiligtum auf dem Marsfeld in Rom oder der Kopf Sethos’ I. aus der 19. Dynastie, der im Castello Savelli in Grottaferrata als Baumaterial verwendet worden war.
Die assyrische Kunst wird mit einer Reihe bedeutender Reliefs aus den Königspalästen von Niniveh, Nimrud und Khorsabad präsentiert. Die Reliefs mit Kriegs- und Jagdszenen sowie Gefangenenprozessionen stammen überwiegend aus neuassyrischer Zeit vom Anfang des 9. Jahrhunderts bis zum Ende des 7. Jahrhunderts v. Chr.

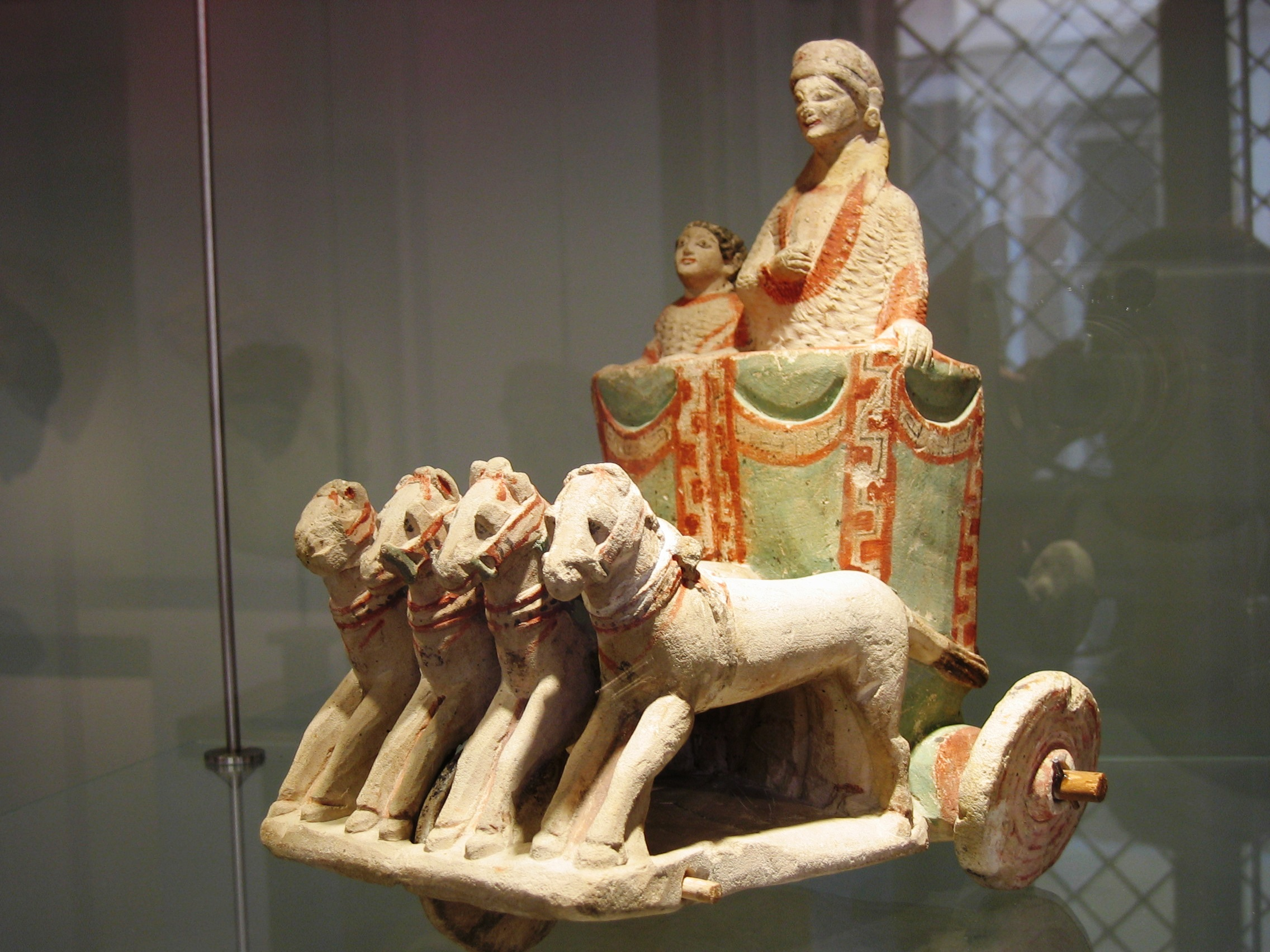
Miniaturgespann aus Zypern, 2. Viertel 5. Jahrhundert v. Chr.

Ein kleines, sehr spezielles Sammelthema bilden die Stücke zur Kunst Zyperns, die in vielerlei Hinsicht eine vermittelnde Stellung zwischen der griechischen geprägten Kunst des Westens und der phönizischen Kunst des östlichen Mittelmeerraumes einnimmt. Statuetten von Göttern, unter anderem des Herakles-Melkart, und Adoranten, aber auch ein kleines Spielzeuggespann aus einem Grab zeugen von einer oft übersehenen Kunstfertigkeit Zyperns in der Antike.
Die Kunst der klassischen Antike, die einen Großteil der Sammlung ausmacht, ist überwiegend mit römischen Kopien und Originalen griechischer Kunst vertreten. Die Stücke reichen von Funden archaischer Zeit aus den Kolonien der Magna Graecia bis zu höchst qualitätvollen Kopien griechischer Meisterwerke des Myron, des Phidias, des Polyklet und des Lysipp. Neben einigen Stücken hellenistischer Zeit umfasst die Sammlung auch römische Porträts, das Fragment eines historischen Reliefs, römische Grabstelen aus dem syrischen Palmyra.
Abgerundet wird die Sammlung durch zwei Kassettenreliefs aus dem 11. Jahrhundert vom ersten Bau des Doms in Sorrent und den Ausschnitt eines Apsismosaiks aus Alt-Sankt Peter in Rom.

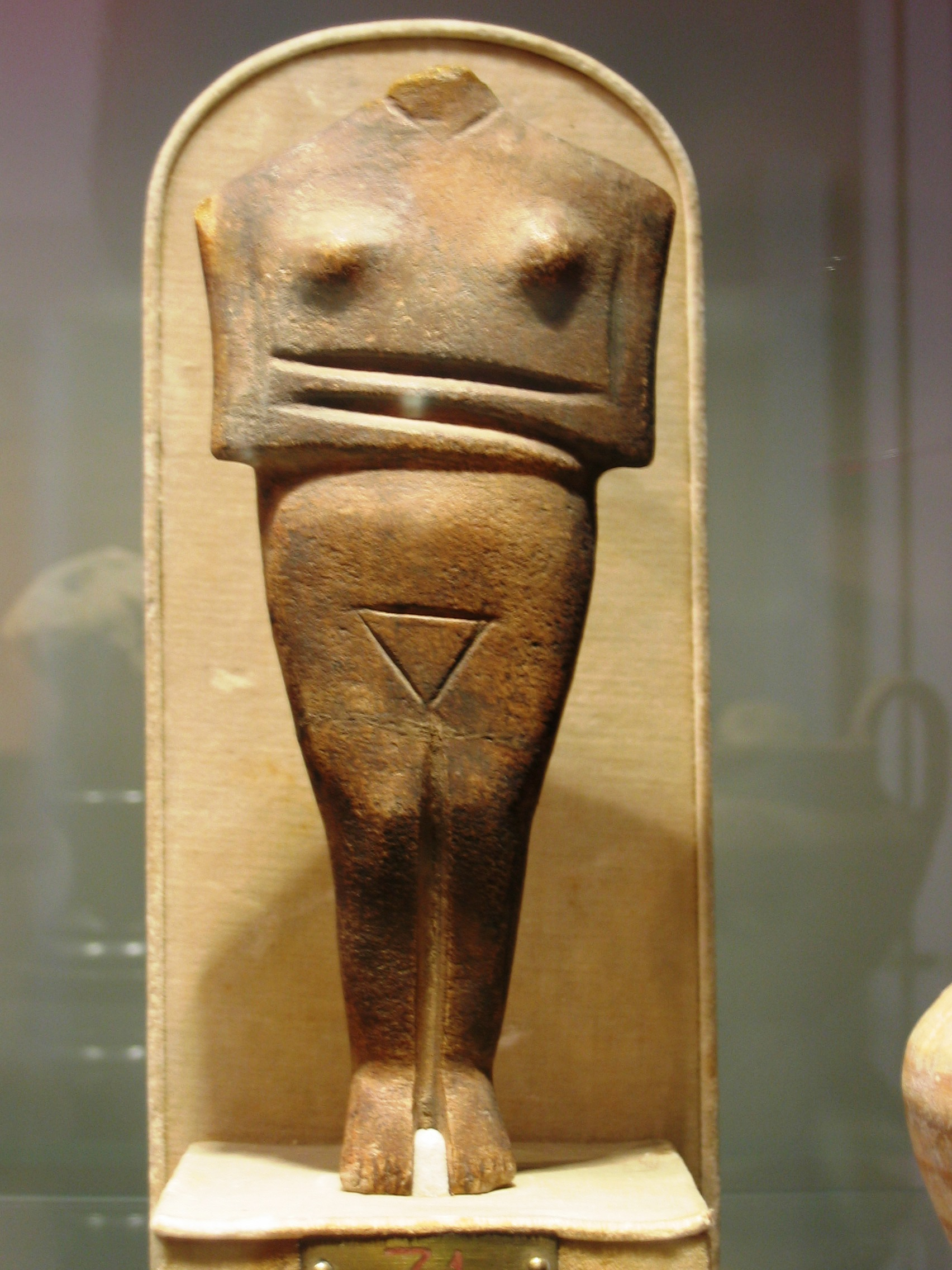
Weibliches Kykladenidol, 3. Jahrtausend v. Chr.
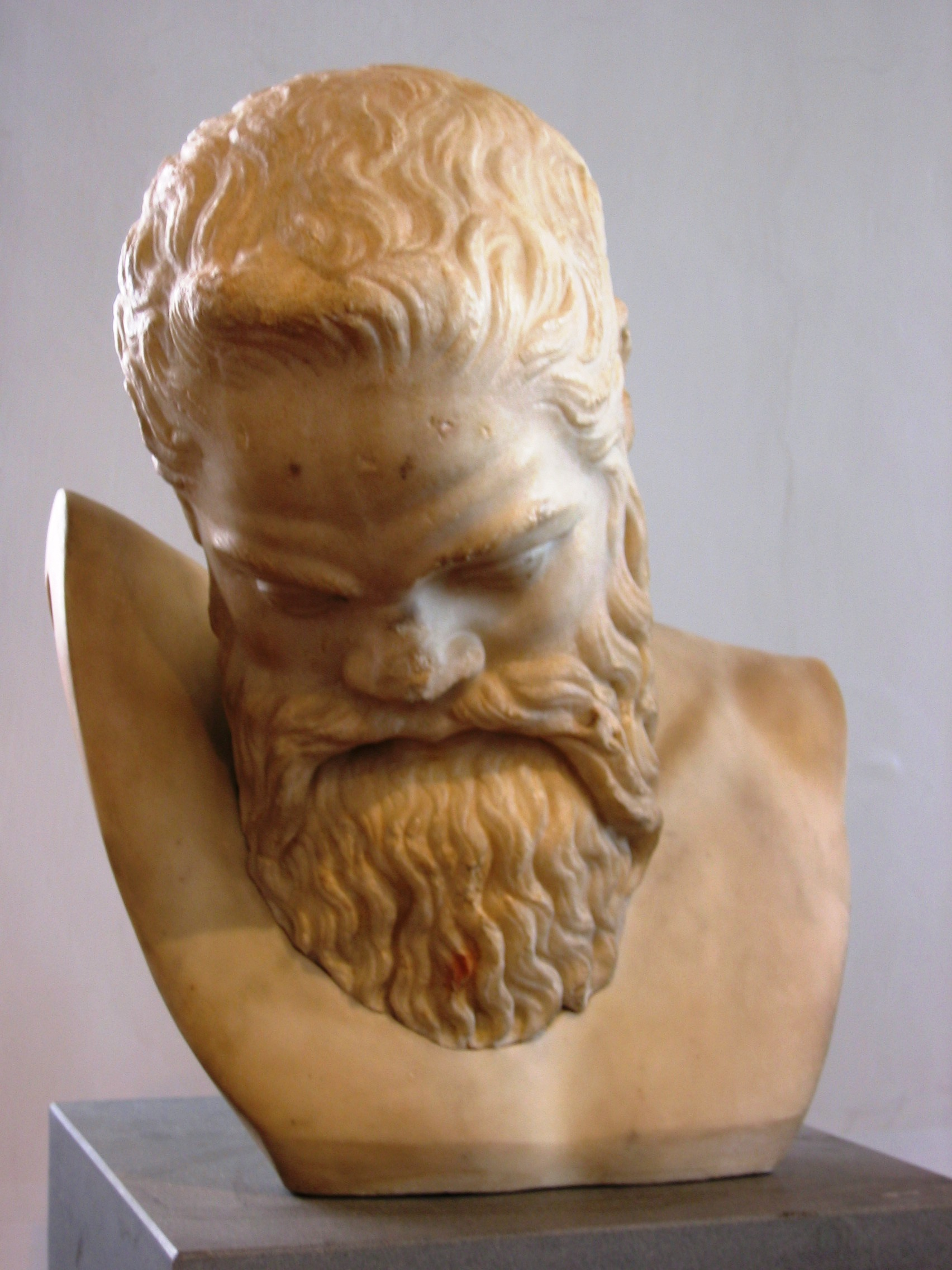
Marsyas, römische Kopie nach einem Werk des Myron aus dem 5. Jahrhundert v. Chr.
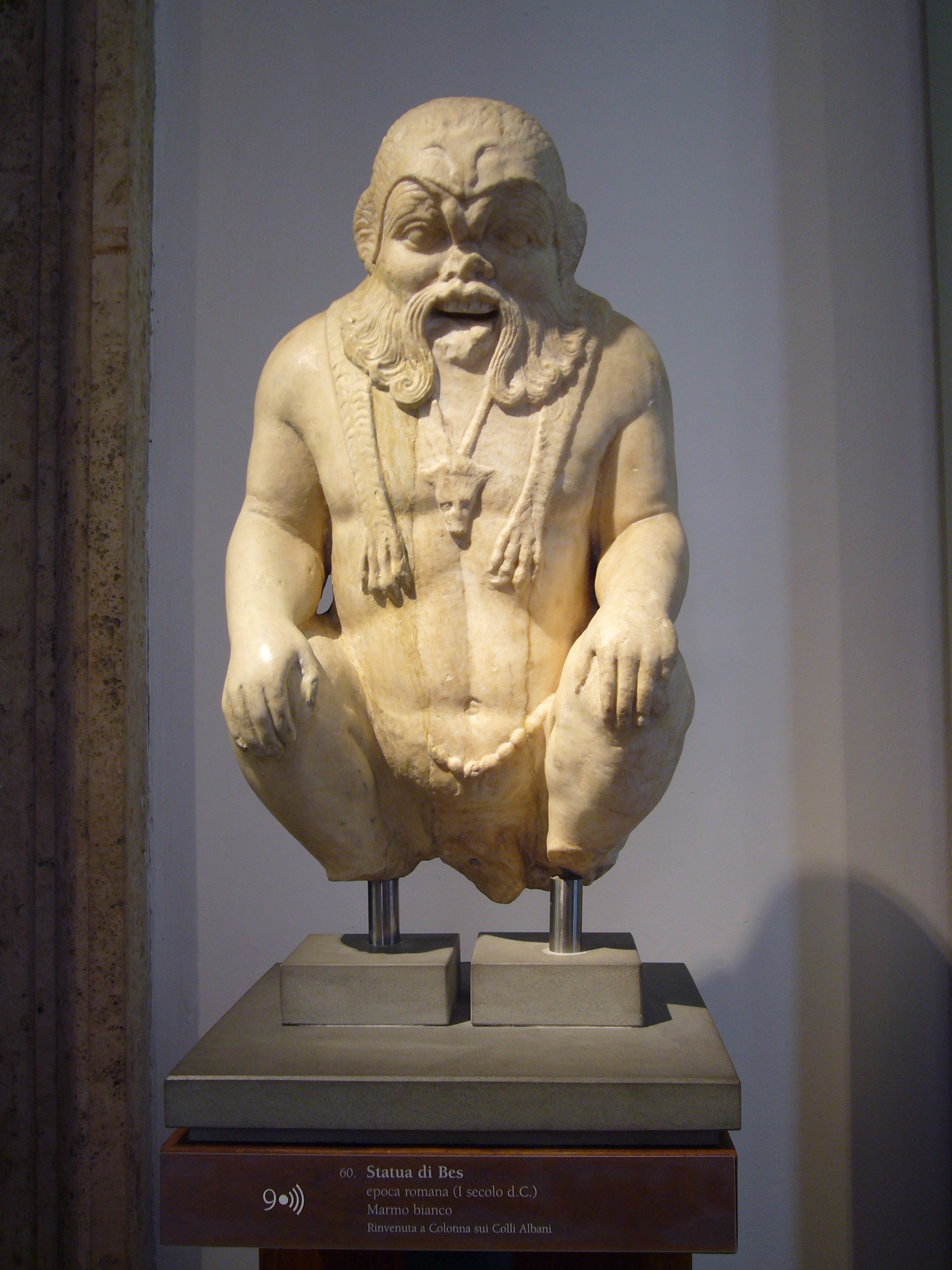
Römische Statue des Bes, aus einer römischen Villa nahe Colonna (Latium), 1. Jahrhundert
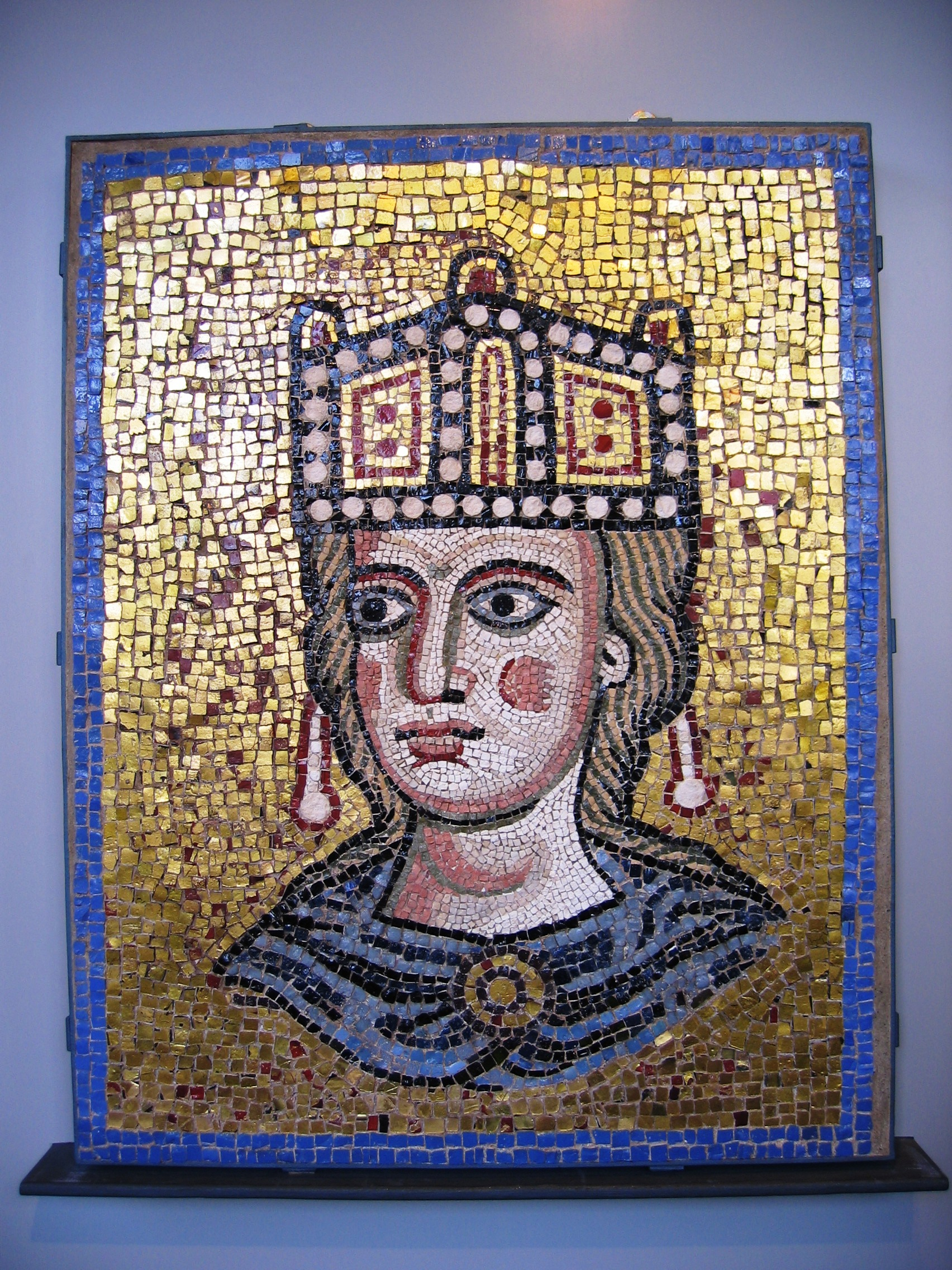
Apsismosaik Alt Sankt Peter, 12. Jahrhundert